# Arbancón
Arbancón é um município da Espanha na província de Guadalajara, comunidade autónoma de Castilla-La Mancha, de área 35,00 km² com população de 197 habitantes (2004) e densidade populacional de 5,63 hab./km².

## Demografia
| Variação demográfica do município entre 1991 e 2004 | Variação demográfica do município entre 1991 e 2004 | Variação demográfica do município entre 1991 e 2004 | Variação demográfica do município entre 1991 e 2004 |
| --------------------------------------------------- | --------------------------------------------------- | --------------------------------------------------- | --------------------------------------------------- |
| 1991                                                | 1996                                                | 2001                                                | 2004                                                |
| 216                                                 | 210                                                 | 193                                                 | 197                                                 |